# Ben Vaughn
Ben Vaughn est un auteur-compositeur-interprète et producteur américain.
Il a produit l'album 12 Golden Country Greats  de Ween en 1996 et participé à la bande originale du film Psycho Beach Party en 2000.

## Discographie
- 1986 : The Many Moods Of Ben Vaughn Restless / Making Waves
- 1987 : Beautiful Thing Restless / EMI
- 1988 : Ben Vaughn Blows Your Mind Restless / Virgin
- 1990 : Dressed In Black Enigma / Demon
- 1991 : Mood Swings Restless / Demon
- 1992 : Mono USA Bar None / Sky Ranch
- 1995 : Instrumental Stylings Bar None
- 1995 : Kings of Saturday Night Sector 2 Records (avec Kim Fowley)
- 1996 : Cubist Blues Munster Records (avec Alan Vega et Alex Chilton)
- 1997 : Rambler '65 Rhino / Munster
- 1998 : The Prehistoric Ben Vaughn Munster
- 1999 : A Date With Ben Vaughn Shoeshine
- 2002 : Glasgow Time Shoeshine
- 2002 : Designs In Music Soundstage 15